# Nizar Rayan
Nizar Rayan of Nizar Rayyan, (Arabisch: نزار ريان) (Jabalia, 6 maart 1959 - Gaza, 1 januari 2009) was een Palestijnse sjeik en Hamas-kopstuk.

## Persoonlijk leven
Rayan werd geboren in de Gazastrook. Hij studeerde islamologie aan universiteiten in Saoedi-Arabië, Jordanië en Soedan, alwaar hij zijn doctoraat behaalde; hierna keerde hij terug naar de Gazastrook en werkte als imam bij diverse moskeeën. Later werkte hij als professor islamitisch recht aan de Islamitische Universiteit van Gaza. In de kelder van zijn huis in Gaza had Rayan een bibliotheek met circa vijfduizend boeken.
Rayan was een invloedrijk prediker die zelfmoordaanslagen verheerlijkte in een moskee in Jabalia, die ook bekendstaat als de Moskee van de martelaren. Volgens de Israëlische autoriteiten plande Rayan zelfmoordaanslagen en zette hij zijn eigen zoon aan tot het plegen van een zelfmoordaanslag. Daarbij kwamen twee Israëli's om het leven in Elei Sinai.
Nadat Hamas was gestopt met het plegen van zelfmoordaanslagen tegen Israël, pleitte Rayan juist vóór zelfmoordaanslagen. Na de aanslag op Hamas-kopman sjeik Ahmad Yassin werd Rayan uitgeroepen als diens opvolger. Rayan was het brein en de financier achter de aanslag op de haven van Ashdod op 14 maart 2004, waarbij tien mensen om het leven kwamen.
Rayan was een van de bedenkers van de Slag van Gaza in 2007, waarbij 400 Fatah-leden werden gedood en tientallen Palestijnen werden gemarteld en verminkt. Volgens een woordvoerder van Hamas is het mogelijk dat de Palestijnse Autoriteit Israël heeft verzocht om Rayan om te leven te brengen, vanwege zijn rol in het Hamas-Fatah conflict.

## Israëlische aanval
Rayan kwam om het leven bij een luchtaanval uitgevoerd door de Israëlische luchtmacht op 1 januari 2009, tijdens het Israël-Gazaconflict van 2008-2009. De aanval kostte ook het leven aan elf van zijn twaalf kinderen (As'ad, 2; Usama Ibn Zaid, 3; 'Aisha, 3; Reem, 4; Miriam, 5; Halima, 5; 'Abdul Rahman, 6; Abdul Qader, 12; Aaya, 12; Zainab, 15; and Ghassan, 16) en zijn vier vrouwen. Rayan werd voor de aanval gewaarschuwd, maar hij weigerde zijn woning te verlaten. Volgens de Israëlische autoriteiten diende Rayans huis als een Hamas-hoofdkwartier en als een wapen- en munitiedepot ten tijde van de aanval. Het wapentuig dat in Rayans woning lag opgeslagen veroorzaakte door de Israëlische aanslag secundaire explosies. De Arabische zender Al Jazeera berichtte dat Rayan had geweigerd om beveiligingsmaatregelen te treffen ondanks het gegeven dat Hamas wist dat zij gevaar liepen om vermoord te worden.